# Kościół św. Katarzyny i Niepokalanego Serca Maryi w Łękach Wielkich
Kościół św. Katarzyny i Niepokalanego Serca Maryi w Łękach Wielkich – rzymskokatolicki kościół w Łękach Wielkich.

## Historia i architektura
Pierwszy kościół, również drewniany został wystawiony w Łękach Wielkich już w XIII wieku staraniem rodziny Gnińskich herbu Trach.
Drewniany kościół został zbudowany w 1776 roku z fundacji pisarza wielkiego koronnego Maksymiliana Mielżyńskiego. Został wzniesiony na planie krzyża łacińskiego, z częścią środkową o ściętych narożach. W dłuższym ramieniu znajduje się prezbiterium, a z przeciwnej strony wieża. Dachy są kryte łupkiem – wielopołaciowe, a na wieży namiotowy. Wewnątrz znajdują się stropy, a część centralna kryta jest pozorną kopułą. Na ścianach polichromia, zapewne z 1776 roku, przemalowana ok. 1870 roku, oczyszczona i uzupełniona w 1966 r. Ołtarz główny jest neobarokowy, lewy ołtarz boczny – późnoklasycystyczny, ambona pochodzi z końca XVII, a chrzcielnicę z rzeźbą Chrzest Chrystusa (obecnie umieszczona oddzielnie) wykonano 1789 r. Na ambonie wczesnobarokowa rzeźba Matki Boskiej Bolesnej z I poł. XVII w. W 1904 kościół został przebudowany.

## Otoczenie
Przy kościele znajdują się: dzwonnica drewniana z końca XVIII wieku, 3 płyty nagrobne Chłapowskich z Goździchowa, empirowy grobowiec Kęszyckich, zapewne z pocz. XX w., głaz – pomnik z 1967 r. ku czci parafian poległych w latach 1914-1921 oraz 1939-1945.